# اتم: داستان پوکران
اتم: داستان پوکران (Parmanu: The Story of Pokhran) یک فیلم هندی محصول سال ۲۰۱۸ میلادی است. کارگردان این فیلم آبیشک شارما و تهیه‌کنندهٔ آن استودیو زی در هند است. جان آبراهام، دایانا پنتی و بومان ایرانی نقش‌های اصلی این فیلم را بازی می‌کنند.

## بازیگران
- جان آبراهام: سروان آشوات راینا[۴]
- دیانا پنتی: به عنوان سروان آمبالیکا
- بومان ایرانی هیمانشو شوکلا
- دارشان پاندیا
- زاچاری کوفین: استفان
- مارک بنینگتون
- یوگندرا تیکو
- آبهیروی سینگ

## خلاصه داستان
این فیلم دربارهٔ آزمایش‌های محرمانه هسته‌ای است که توسط ارتش هند در پوکران راجستان در سال ۱۹۹۸ انجام شد.